# Upplands runinskrifter 396
Upplands runinskrifter 396 är en vikingatida gravhäll av rödgrå sandsten som tidigare fanns i Sankt Pers kyrkoruin, Sigtuna och Sigtuna kommun. Ristningen är rent ornamental. Stenens höjd är 0,83 meter och dess bredd 0,67 meter. Stenen flyttades 1888 från Sankt Pers kyrkoruin till Statens historiska museum.